# Blanka del Carretto
Blanka z Carretta (italsky Bianca del Carretto, 1432–1458) byla italská šlechtična z rodu Carrettů a monacká paní sňatkem s Catalanem, pánem z Monaka. Také se jí říkalo Markéta del Carretto.

## Život
Byla dcerou Galeotta I. z Carretta, markraběte z Finale. 
Blanka a Catalan měli pouze jedno dítě. Její manžel jmenoval jejich dceru Claudine svou nástupkyní. Když v roce 1457 zemřel, monackou panovnicí se stala jejich dcera Claudine, tehdy ještě dítě. Regentkou se stala Blančina tchyně Pomellina Fregosová, nikoli Blanka. Pomellina byla v roce 1458 sesazena Claudiným bratrancem Lambertem, který se tak stal pánem z Monaka. Blanka zemřela v témže roce.

## Potomstvo
1. Claudine, paní z Monaka (1451–1515)